# The Toy Warrior
The Toy Warrior (Toy Warrior - O Herói de Brinquedo no Brasil) é um filme de animação sul-coreano lançado em 2005 e dirigido por Kyung Won Lim.

## Enredo
Jinoo é um menino de 12 anos com uma imaginação fértil que adora se divertir com seus brinquedos, com os quais até conversa, tornando-o motivo de chacota por seus colegas. Jinoo não tem amigos humanos, com seu melhor amigo sendo sua mochila Ping. Após se atrasar novamente para a escola, o garoto tem que cumprir detenção até as 15h. Jinno fica frustrado com a detenção, já que seu novo brinquedo favorito, o Cavaleiro de Brinquedo, chegaria às lojas neste dia.
Depois da escola, Jinoo corre imediatamente para a loja de brinquedos para ver o Sr. Vovô, que está desempacotando a caixa entregue pela empresa de brinquedos Fantasy. Dentro da caixa, para decepção de Jinoo, eles encontram um bilhete informando que a produção do Cavaleiro de Brinquedo foi interrompida devido a uma falha de design - a cabeça pode se soltar e as baterias podem cair. Em vez disso, uma nova boneca da Princessa Sherbet vestida com uniforme escolar foi produzida e enviada.
À noite, uma das bonecas Sherbet ganha vida na loja de brinquedos. Ela é a governante da Terra dos Brinquedos, que atualmente está sendo ameaçada por forças das trevas, e por isso veio ao mundo real em busca de um herói que possa salvar seu povo. Na manhã seguinte, ela é apresentada à classe de Jinoo como Sherry, a nova aluna. Sherbet rapidamente põe seus olhos no heróico e bonito Jason, vendo-o como o candidato perfeito. No momento em que ela está prestes a encostar uma pedra mágica em Jason para torná-lo o Escolhido, Jinoo intervém e acidentalmente toca a pedra. Ele é então transformado em um boneco de brinquedo no mundo real e teletransportado para a Terra dos Brinquedos. Frustrada, Sherbet tranca o boneco Jinoo em seu armário na escola.
Quando Jinoo acorda no outro mundo, sua mochila Ping ganha vida e fala com ele. Mais tarde, ele conhece a princesa Sherbet, que não acredita que ele deva ser o herói escolhido. Mas então Ping explica que Jinoo o resgatou de uma lata de lixo e o consertou. RJ, um carro de polícia que pode se transformar em um robô, dá um passo à frente e explica que Jinoo consertou seus faróis. À medida que mais e mais brinquedos falam sobre os atos bondosos de Jinoo, ele passa a ser visto como um herói. O assistente da princesa então explica que ela encontrou seu príncipe, porque Sherbet também se casará com o herói ao fim da aventura. Mas Sherbet não quer saber disso e continua recusando a aceitar Jinoo.
Quando um monstro de metal ameaça os brinquedos, RJ tenta prendê-lo e a princesa o ataca com seu cetro angelical, que usa um ioiô como arma. Depois que ambos falham, Jinoo percebe que pode se transformar em qualquer brinquedo que quiser devido ao poder da pedra mágica. Ele decide se tornar um Cavaleiro de Brinquedo, adquirindo sua armadura à jato e a Espada da Justiça. Com isso ele ataca o monstro de metal e o destrói.
Jinoo aprende um pouco mais sobre a Terra dos Brinquedos, também chamada de Terra dos Sonhos Vivos, porque no centro contém a fonte da imaginação, que usa dos sonhos e desejos das crianças no mundo real para dar vida à Terra dos Brinquedos. Sherbet consegue enviar Jinoo de volta ao mundo real para caçar Ciao, o mensageiro do mal. Mas no mundo real, Jinoo é apenas um garotinho e é entregue aos pais pelo diretor da escola. Ele foge para a loja de brinquedos, onde pede ao Sr. Vovô para cuidar de sua boneca, retornando ao outro mundo. Chegando lá, ele vê que as forças das trevas assumiram o controle. Jinoo, Ping, Sherbet e RJ são capturados e levados para uma fortaleza onde reside o novo governante da Terra das Trevas. Surpreendentemente, o vilão se revela como o verdadeiro Cavaleiro de Brinquedo. Chateado por não ter permissão para ser um brinquedo no mundo real devido à sua falha de design, ele se recusou a deixar a Terra dos Brinquedos e abrir caminho para novos brinquedos. Ele transporta Jinoo de volta ao mundo real e sela a fonte da imaginação. Como resultado, os brinquedos desaparecerão com o tempo, e com a energia da fonte desviada, ele quer derrubar a fronteira entre a Terra dos Brinquedos e o mundo real.
No mundo real, todas as crianças se tornam completamente apáticas. Sherbet e RJ transferem suas últimas energias para Ping, que é enviado para o mundo real. Lá ele desperta Jinoo de sua apatia, que por sua vez desperta as outras crianças na escola. Tendo absorvido quase toda a energia do outro mundo, o Cavaleiro surge no mundo real em um tamanho gigantesco. Mesmo que Jinoo não seja um herói aqui, apenas um garoto normal, os outros ainda acreditam nele. Usando seus conhecimentos sobre o Cavaleiro de Brinquedo, Jinoo se aproxima de seu ponto fraco. Ele torce a cabeça do vilão, fazendo com que suas baterias caiam e o derrote. Na escola, Jinoo recebe nota máxima por ter escrito um ensaio sobre suas aventuras. Na Terra dos Brinquedos, o Cavaleiro agradece a Jinoo por consertar sua cabeça. Ele é coroado como o príncipe herói e recebe um beijo de Sherbet.